# Modular Lightweight Load-carrying Equipment

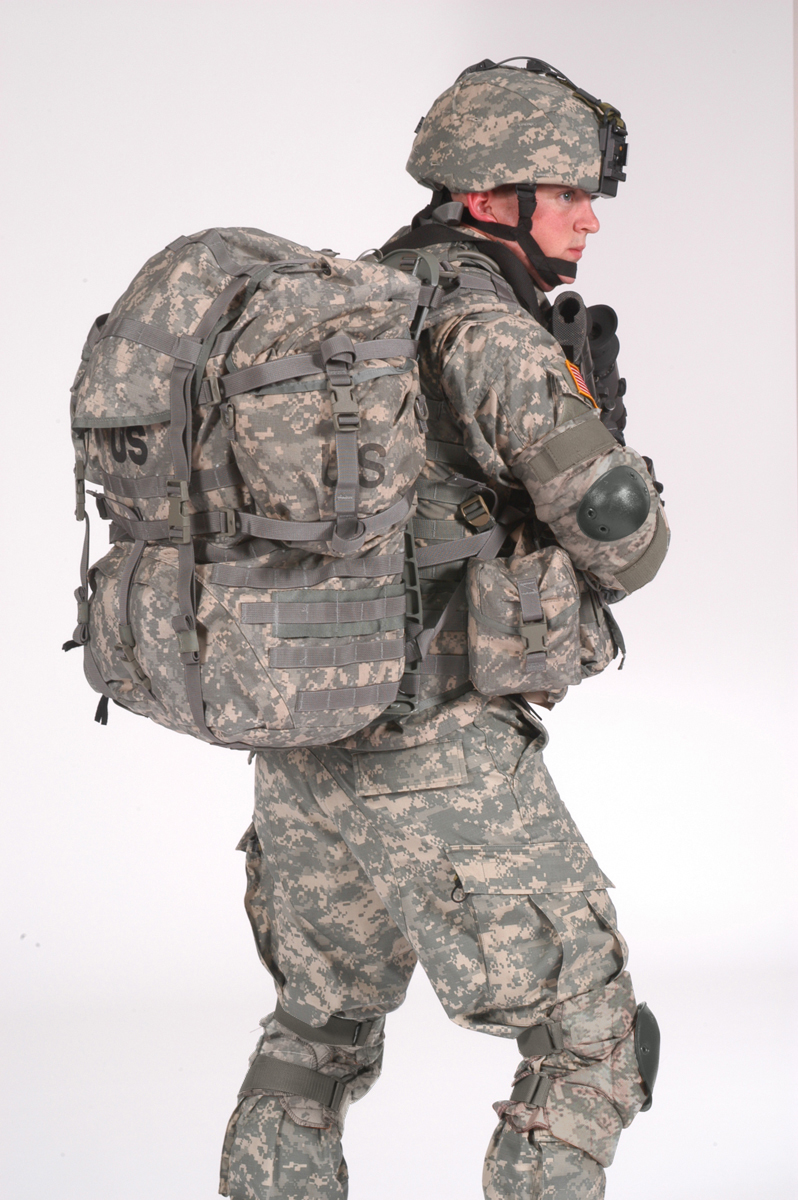
MOLLE mit Kampfweste und großem Rucksack

PALS-Gitternetze: 25 mm (1 Zoll) und 38 mm (1,5 Zoll)

Modular Lightweight Load-carrying Equipment (MOLLE) (deutsch: Modulare leichtgewichtige Trageausrüstung) ist ein System zum Tragen der persönlichen Ausrüstung der Streitkräfte der Vereinigten Staaten.
Das MOLLE-System besteht aus der Kampfweste, dem großen Rucksack mit externem Rahmen, dem kleinen Kampfrucksack, der Hüfttasche, dem Trinksystem sowie weiteren Zusatztaschen. Die Kampfweste kann mit verschiedenen kleinen Taschen konfiguriert werden, so für Pistolen-, Sturmgewehr- oder Maschinengewehrschützen, sowie Grenadiere oder Sanitäter. Eine Neuheit war das modulare Befestigungssystem für Taschen, das Pouch Attachment Ladder System (PALS), welches später Einzug in anderen Streitkräften gefunden hat.
MOLLE wurde ab März 1994 vom United States Army Forschungszentrum United States Army Natick Soldier Research, Development and Engineering Center in Kooperation mit dem United States Marine Corps entwickelt. Das System ersetzte die Vorgänger All-purpose Lightweight Individual Carrying Equipment (ALICE) und Individual Integrated Fighting System (IIFS). Eingeführt wurde MOLLE 1997, da ALICE aber immer noch beliebt ist, werden die Systeme parallel eingesetzt. ALICE wird als robuster und einfacher betrachtet. Das Marine Corps führte MOLLE als Erstes ein, war aber nicht zufrieden damit und verwarf es einige Jahre später zugunsten anderer Systeme. Die Marines bemängelten unter anderem die Zuverlässigkeit der Reißverschlüsse sowie zu kurze Gurte, um über dem Interceptor Body Armor komfortabel getragen werden zu können. Die US Army profitierte von den Erfahrungen des Marine Corps und nahm einige Änderungen vor: verbessertes Koppelschloss, stabiler Kunststoffrahmen und veränderte Größe des Rucksacks. Auch wurde das Tragen zusammen mit einer beschusshemmenden Weste verbessert.